# Антипірени

Декабромдифеніловий етер — один із найпоширеніших антипіренів.

Антипіре́ни — речовини, що ускладнюють займання матеріалів та знижують швидкість поширення полум'я. Антипірени надають матеріалам вогнестійкості, а також перепиняють доступ кисню до вкритих ними поверхонь. 
Антипірени виступають як добавки, що ускладнюють займання полімерів. Можуть бути інертними (не реагують із полімером) і хімічно активними (вступають з полімерами у хімічну реакцію) Як антипірени найчастіше використовуються етери фосфоровмісних кислот, похідні сурми, хлоровані алкани, борат цинку, сульфат амонію, тетраборат натрію, борна кислота, рідке скло, бромовані аліфатичні ефіри та синергічні суміші. Вводяться до полімеру в кількості від 3 % (триоксид сурми) до декількох десятків відсотків (хлоровані алкани). 
У гірничій справі використовується у вигляді розчинів, якими насичують горючі елементи кріплення гірничих виробок та надшахтних будов, а також у вигляді лаків та фарб.